# Kaple Božského srdce Páně (Solnice)
Hřbitovní kaple Božského srdce Páně, někdy uváděná jako kostel Božského srdce Páně je římskokatolická kaple v Solnici, patřící do farnosti Solnice.

## Varhany
Varhany z roku 1906 jsou dílem varhanáře Josefa Hubičky.

## Bohoslužby
Bohoslužby se konají - poutní a 2.11.

## Galerie

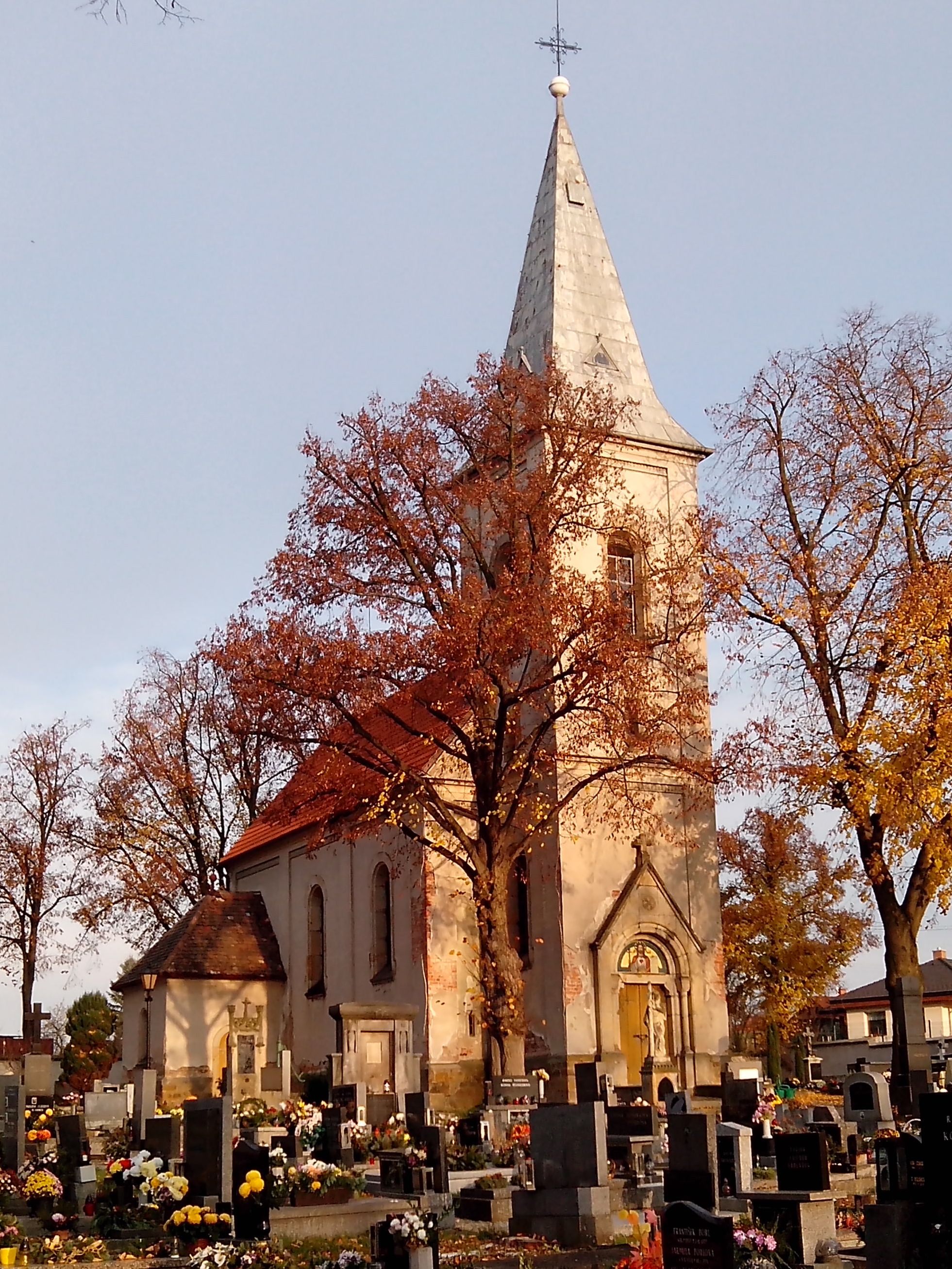
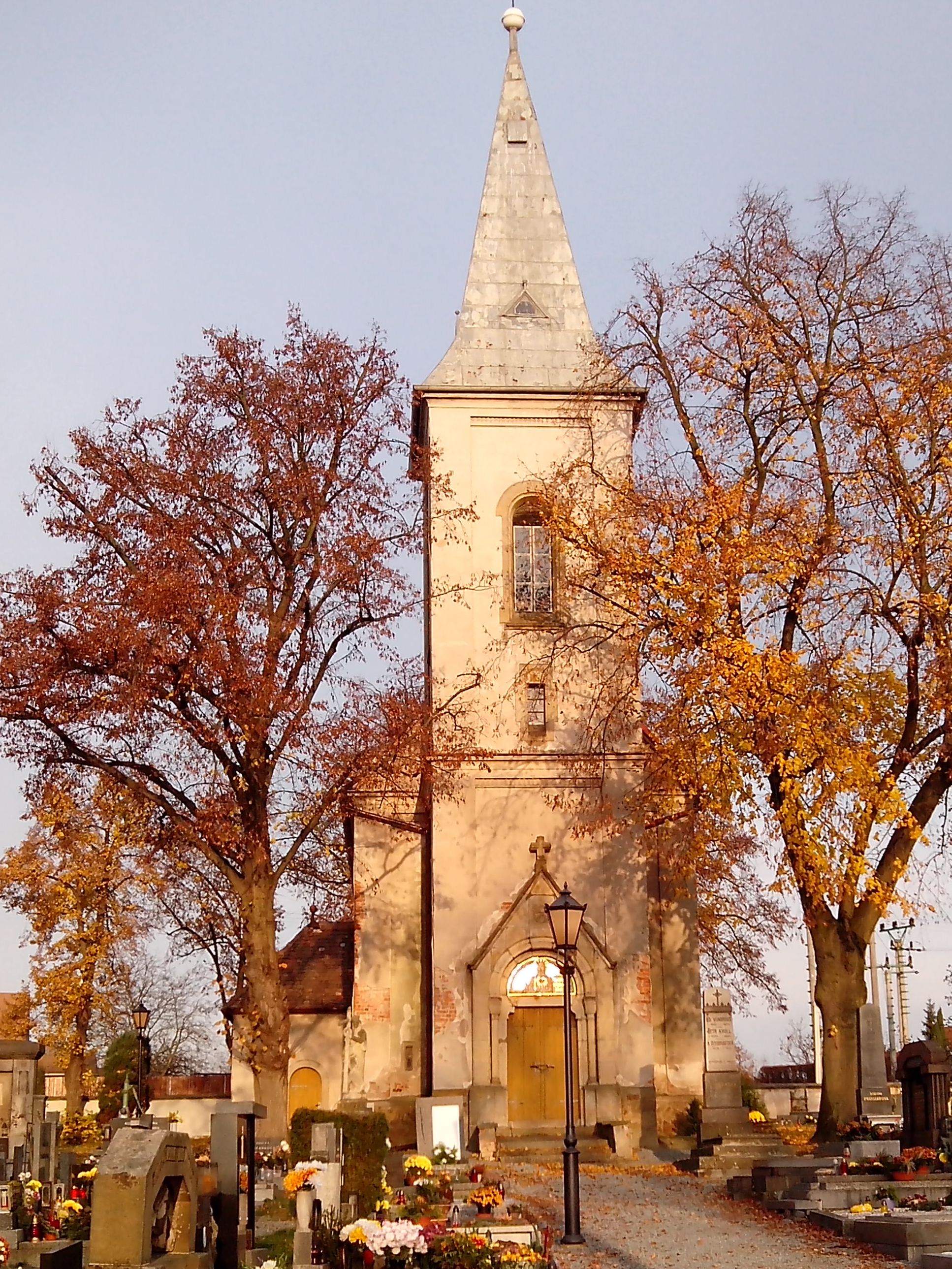